# 기후조선초중급학교
기후조선초중급학교(일본어: 岐阜朝鮮初中級学校)는 일본 기후현 기후시에 위치한 조선학교이다.

일본의 유치원·초중학교에 상당하는 교육을 실시하고 있는 각종 학교(비이치조교)이다.

## 연혁
- 1945년 12월 - 기후시, 구 이나바군, 미타카초를 비롯해 기후현 내 8곳에 국어 강습소 설치
- 1947년 - 현하 7개 국어 강습소를 조련초등학교로 개편
- 1949년 - 조선학교폐쇄령에 따라 일시 폐쇄
- 1950년 11월 - 각지 공립학교 내 민족학급 운영
- 1961년
  - 4월 1일 - 기후조선초급학교로서 가카미무하라시에 개교, 창립 초기에는 사찰 본당을 임차하였으나 현내 동포들이 학교 건립을 위한 기금 운동을 활발히 하여 1천만엔을 모았다.
  - 12월 6일 - 기금 운동 자금을 바탕으로 각 무비하라시 나카에 신교사 준공
- 1962년 4월 - 중급부 설치
- 1966년 9월 - 학교법인 기후조선학원 인가
- 1971년 1월 - 새 교사 건설 위원회 발족
- 1972년 4월 - 현재 위치로 이전, 부속유치원 병설
- 1979년 2월 18일 - 「우리말 모범학교」 수여
- 1980년 2월 15일 - 「학습 모범학교」수여
- 1991년
  - 1월 29일 - 「애교운동 모범학교(愛校運動模範学校)」수여
  - 11월 - 학교 창립 30주년 기념행사 개최
- 1996년 8월 - 학교 창립 35주년에 즈음하여 운동장 전면 수리
- 1998년 - 도노조선초중급학교 휴교, 기후초중과 통합
- 2001년 11월 - 학교 창립 40주년 기념행사 개최
- 2011년 - 학교 창립 50주년 기념행사 개최
- 2021년 - 토요아동교실 운영 개시

## 학과
- 중급부
- 초급부
- 유치반